# Просоночные состояния
Просоночные состояния, также опьянение сном — разновидность сумеречного помрачения сознания, характеризующаяся замедленным или частичным пробуждением после глубокого сна, которое распространяется на наиболее простые функции и инстинкты, при этом отделы коры, регулирующие сложные функции и поведение, остаются охваченными сонным торможением. Возникают во время неполного пробуждения ото сна в фазе медленного сна.

## Клиническая картина
В этих состояниях искажается восприятие окружающего мира, иногда реальные события переплетаются со сновидениями, возможны галлюцинации, нестойкие бредовые идеи. Затрудняется правильная оценка ситуации, наблюдается аффект агрессии, действия носят неосмысленный характер и иногда становятся социально опасными. Такая ситуация даёт как бы последний толчок к разряду постепенно накапливающегося длительного напряжения. После выхода из просоночного состояния все действия, совершённые в этих состояниях, как правило, амнезируются. Несмотря на это, у пациента в большинстве случаев есть возможность вспомнить события, но для этого необходим триггер, например рассказ очевидца. Такое состояние, как правило, возникает при пробуждении животным или другим человеком, но почти никогда — при пробуждении от будильника.

## В юриспруденции
В судебной психиатрии лица, находившиеся в момент совершения общественно опасного деяния в просоночных состояниях, признаются невменяемыми.

## Способы предотвращения
- Стараться не будить спящего в фазе медленного сна.
- Дать время спящему прийти в себя.
- Устанавливать будильник на время пробуждения, а не просить другого человека, чтобы разбудил.